# Albert Zweck
Albert Zweck (* 19. Januar 1857 in Groß Kärthen, Ostpreußen; † 15. Mai 1934 in Königsberg i. Pr.) war ein deutscher Geograf aus Ostpreußen.

## Leben
Zweck besuchte das Collegium Fridericianum. Nach dem Abitur studierte er ab Ostern 1877  an der Albertus-Universität Königsberg und der Königlichen Universität zu Greifswald Geschichte und Geografie. Er war Mitglied des Corps Baltia Königsberg (1878–1905) und des Corps Borussia Greifswald (1880). Im März 1881 wurde er zum Dr. phil. promoviert. Er bestand im Juli 1881 das Examen pro facultate docendi. Das Probejahr absolvierte er 1881/82 am Altstädtischen Gymnasium Königsberg und am Kgl. Gymnasium Lyck. Er ging 1883 als Hilfslehrer an die Herzog-Albrechts-Schule (Rastenburg) und wurde zu Michaelis desselben Jahres am Gymnasium Insterburg fest angestellt. Oberlehrer wurde er 1893 am Luisengymnasium Memel. 1901 wurde er als charakterisierter Gymnasialprofessor von Memel an die Kgl. Oberrealschule Königsberg versetzt.

## Werke
- Verkehrs- und Handelswege der Jetztzeit. Memel 1894[5]
- In welche Lande ist der deutsche Auswandererstrom zu lenken, um ihn dem Reiche nutzbar zu machen? Memel 1895[5]
- Die Bildung des Triebsandes auf der Kurischen und der Frischen Nehrung. Königsberg i. Pr. 1903[6]
- Litauen (1898), Neudruck 2014, ISBN 978-5519128278
- Masuren. Eine Landes- und Volkskunde. Stuttgart 1900.
- Samland, Pregel- und Frischingthal. Eine Landes- und Volkskunde. Stuttgart, 1902[7]
- Deutschland nebst Böhmen und dem Mündungsgebiet des Rheins. Die geographische Gestaltung des Landes als Grundlage für die Entwicklung von Handel, Industrie und Ackerbau mit besonderer Berücksichtigung der Seestädte. Leipzig 1908.
- Die Geschichte der Burgschule 1664–1914. Königsberg 1914.